# Clastogeen
Een clastogeen is in de toxicologie een stof of verschijnsel dat leidt tot beschadiging of breuk van chromosomen, waardoor stukken ervan verdwijnen (deletie), worden toegevoegd (insertie) of herschikt (inversie en translocatie). Dit zijn vormen van verandering van het genetisch materiaal, en dit kan leiden tot het ontstaan van kanker, wanneer een cel niet door het clastogene effect wordt gedood, en celgroei en celdeling niet meer adequaat worden onderdrukt. Bekende clastogene stoffen zijn acridine geel, benzeen, etheenoxide, arseen, fosfine en mimosine. Blootstelling aan clastogenen verhoogt de frequentie van abnormale kiemcellen bij vaders, die bij bevruchting kunnen leiden tot een afwijkende ontwikkeling van de foetus.

## Testen
Om vast te stellen hoe waarschijnlijk het is dat chemische stoffen clastogeen zijn, kunnen ze in vitro worden getest. Dit wordt vaak gedaan met behulp van een zogenoemd comet-assay. Dit assay geeft ook informatie over de kans op het ontstaan van aneuploïdie.